# 盖讷维尔
盖讷维尔（法語：Gainneville，法語發音：[ɡɛnvil]）是法国滨海塞纳省的一个市镇，属于勒阿弗尔区。

## 地理
盖讷维尔（49°31'4"N, 0°15'4"E）面积4.65 平方千米，位于法国诺曼底大区滨海塞纳省，该省份为法国北部沿海省份，其西部及北部濒大西洋英吉利海峡，东起顺时针与索姆省、瓦兹省、厄尔省和卡爾瓦多斯省接壤。
与盖讷维尔接壤的市镇（或旧市镇、城区）包括：贡夫勒维尔洛谢、圣欧班-鲁托、圣洛朗德布雷沃当、圣马丹迪马努瓦尔。

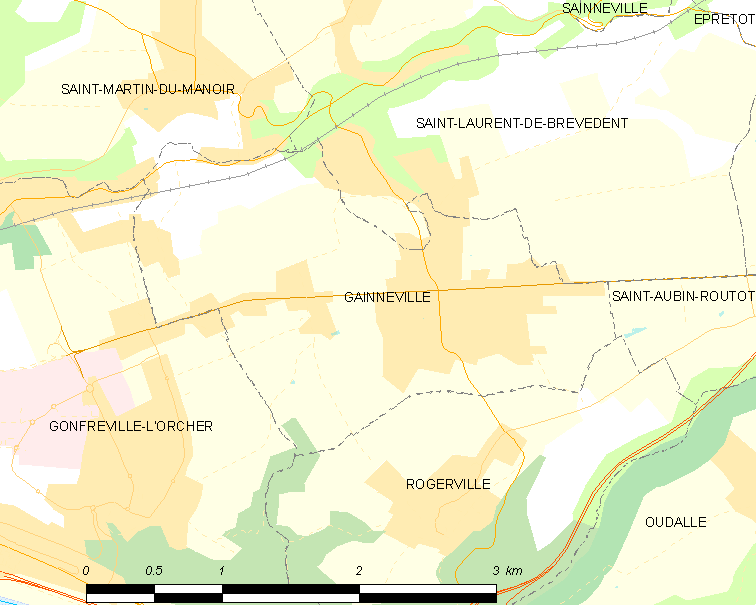
盖讷维尔的OSM定位图

盖讷维尔的时区为UTC+01:00、UTC+02:00（夏令时）。

## 行政
盖讷维尔的邮政编码为76700，INSEE市镇编码为76296。

## 政治
盖讷维尔所属的省级选区为勒阿弗尔第三县。

## 人口

1962-2008年间盖讷维尔人口变化图示

盖讷维尔于2022年1月1日时的人口数量为2529人。